# Anime

Wikipe-tan, personaje que contiene estereotipos de un dibujo estilo de manga y anime.

El anime (en japonés: アニメ [aɲimeⓘ]), también escrito ánime , es un estilo de animación tradicional o por computadora de origen japonés.
En sus inicios, la animación japonesa recibe el nombre de Senga Eiga (literalmente “películas de líneas dibujadas”), más tarde y, finalmente, sobre 1960 pasará a llamarse "Animeeshon" originalmente (アニメーション animēshon?). De ahí que se abrevie a «anime» (アニメ). Por otra parte, se cree que es una palabra de origen francés. El anime es un medio de gran expansión en Japón, siendo al tiempo un producto de entretenimiento comercial y cultural, lo que ha ocasionado un fenómeno cultural de masas y una forma de arte tecnológico. Está potencialmente dirigido a todos los públicos, desde niños, adolescentes y adultos; hasta especializaciones de clasificación esencialmente tomada de la existente para el manga, con clases base diseñadas para especificaciones sociodemográficos tales como empleados, amas de casa, estudiantes, etc. Suelen tratar sobre sujetos, temas y géneros tan diversos como el amor, aventura, ciencia ficción, cuentos infantiles, literatura, deportes, horror, fantasía, comedia y muchos otros.
El anime tradicionalmente es dibujado a mano y al principio los procesos realizados de forma digital eran muy específicos (retoque y montaje). Sin embargo, en la actualidad las tareas más comunes dentro de la producción de una animación, como podría ser el coloreado o los efectos visuales (brillos, sombras, luz ambiental, etc.), se hacen con aplicaciones digitales, que permiten un mayor control sobre el trabajo y ayudan a agilizar la labor de los dibujantes a niveles insospechados en un proceso de animación tradicional. Sus guiones incluyen gran parte de los géneros de ficción y son transmitidos a través de medios audiovisuales (transmisión por televisión, distribución en formatos de vídeo doméstico y películas con audio). La relación del anime con el manga es estrecha, pues la mayor parte de las historias de las series animadas anime provienen del manga. Además, también guarda estrecha relación con las novelas gráficas de origen japonés.
El anime es un medio diverso con métodos de producción distintivos que se han adaptado en respuesta a las tecnologías emergentes. Combina arte gráfico, caracterización, cinematografía y otras formas de técnicas imaginativas e individualistas. En comparación con la animación occidental, la producción de anime generalmente se enfoca menos en el movimiento y más en los detalles de la configuración y el uso de "efectos de cámara", como la panorámica, el zoom y las tomas en ángulo. Desde la década de 1980, el medio también ha tenido éxito internacional con el auge de la programación subtitulada y doblada en el extranjero y su creciente distribución a través de servicios de transmisión. A partir de 2016, la animación japonesa representó el 60% de los programas de televisión animados del mundo.

## Etimología
La hipótesis con más credibilidad es que el término ánime proviene de la abreviación de la transcripción japonesa de la palabra inglesa "animation" (アニメーション animēshon?). De ahí que se abrevie a "anime".
Internacionalmente, el ánime llevó una vez el nombre popular "Japanimation", pero este término ha caído en desuso. Los fanáticos pronunciaban la palabra preferiblemente como abreviación de la frase "Japanese Animation" ("animación japonesa" en español). Vio su mayor uso durante las décadas de 1970 y 1980, que generalmente comprende la primera y segunda oleada de ánime fandom. El término sobrevivió al menos hasta principios de los años 1990, pero pareció desaparecer justo antes del resurgir del ánime a mediados de los 1990.
En Estados Unidos también se definió ánime como cartoon japanese, que significa dibujos animados japoneses. En general, el término Japanimation es muy utilizado en Japón para distinguir las animaciones hechas allí (Japanimation) de las animaciones en general (Anime, en Japón).

## Historia

### Precursores
Emakimono y kagee se consideran precursores de la animación japonesa. Emakimono era común en el siglo XI. Cuentacuentos ambulantes narraban leyendas y anécdotas mientras el emakimono se desenrollaba de derecha a izquierda en orden cronológico, como un panorama en movimiento. Kagee fue popular durante el período Edo y se originó a partir del juego de sombras de China. Las linternas mágicas de los Países Bajos también fueron populares en el siglo XVIII. La obra de papel llamada Kamishibai surgió en el siglo XII y siguió siendo popular en el teatro callejero hasta la década de 1930. Los títeres del teatro bunraku y las estampas ukiyo-e se consideran ancestros de los personajes de la mayoría de las animaciones japonesas. Finalmente, el manga fue una gran inspiración para la animación japonesa. Los caricaturistas Kitzawa Rakuten y Okamoto Ippei utilizaron elementos cinematográficos en sus tiras.

### Pioneros

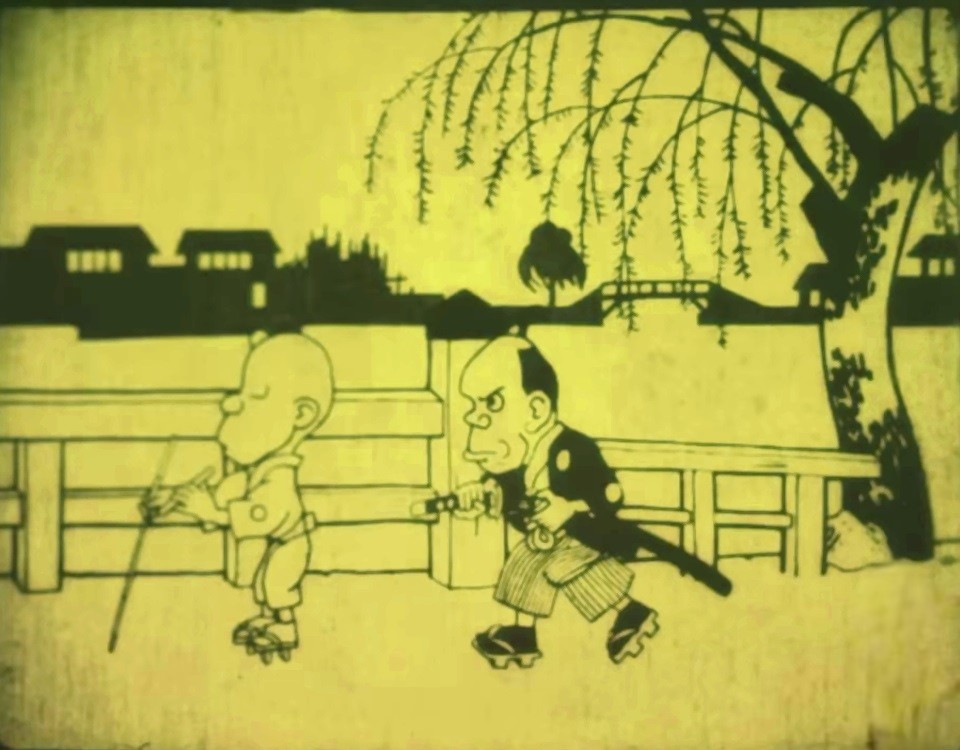
Fotograma de un cortometraje animado de 1917, una de las producciones más antiguas de Japón.

Un fotograma de Namakura Gatana (1917), el cortometraje de animación japonés más antiguo realizado para cines. La animación en Japón comenzó a principios del siglo XX, cuando los cineastas comenzaron a experimentar con técnicas pioneras en Francia, Alemania, Estados Unidos y Rusia. Un reclamo de la animación japonesa más antigua es Katsudō Shashin (c. 1907), una obra privada de un creador desconocido. En 1917 comenzaron a aparecer las primeras obras profesionales y expuestas al público; animadores como Ōten Shimokawa, Seitarō Kitayama y Jun'ichi Kōuchi (considerados los "padres del anime") produjeron numerosas películas, la más antigua de las cuales es Namakura Gatana de Kōuchi. Muchos de los primeros trabajos se perdieron con la destrucción del almacén de Shimokawa en el Gran terremoto de Kantō de 1923.
A mediados de la década de 1930, la animación estaba bien establecida en Japón como un formato alternativo a la industria de la acción en vivo. Sufrió la competencia de productores extranjeros (como Disney), y muchos animadores, incluidos Noburō Ōfuji y Yasuji Murata, continuaron trabajando con animación recortada más barata en lugar de animación cel. Sin embargo, otros creadores, incluidos Kenzō Masaoka y Mitsuyo Seo, lograron grandes avances en la técnica, beneficiándose del patrocinio del gobierno, que empleó animadores para producir cortos educativos y propaganda. En 1940, el gobierno disolvió varias organizaciones de artistas para formar Shin Nippon Mangaka Kyōkai. El primer anime sonoro fue Chikara to onna no yo no naka (1933), un cortometraje producido por Masaoka. El primer largometraje de anime fue Momotaro: Sacred Sailors (1945), producido por Seo con el patrocinio de la Armada Imperial Japonesa. La década de 1950 vio una proliferación de anuncios animados cortos creados para la televisión. Hakuja Den (Panda y la serpiente blanca, 1958) es el primer largometraje animado japonés en color. Basada de una antigua leyenda china, "Hakujaden".

### Era moderna
En la década de 1960, el artista de manga y animador Osamu Tezuka adaptó y simplificó las técnicas de animación de Disney para reducir costos y limitar el número de cuadros en sus producciones. Originalmente pensadas como medidas temporales para permitirle producir material en un horario apretado con un personal sin experiencia, muchas de sus limitadas prácticas de animación llegaron a definir el estilo del medio. Three Tales (1960) fue la primera película de anime transmitida por televisión; la primera serie de televisión de anime fue Otogi Manga Calendar (1961–64). Un éxito temprano e influyente fue Astro Boy (1963–66), una serie de televisión dirigida por Tezuka basada en su manga del mismo nombre. Muchos animadores de Mushi Production de Tezuka establecieron más tarde importantes estudios de anime (incluidos Madhouse, Sunrise y Pierrot).
En la década de 1970, el manga experimento un notable crecimiento en popularidad , y muchas de estas obras fueron adaptadas posteriormente al formato animado. El trabajo de Tezuka y el de otros pioneros en el campo, inspiró características y géneros que siguen siendo elementos fundamentales del anime actual. El género de robots gigantes ("Mecha"), por ejemplo, tomó forma con Tezuka, se convirtió en el género de superrobots con Go Nagai y otros, después fue revolucionado al final de la década por Yoshiyuki Tomino, quien desarrolló el verdadero género robot. Las series de anime de robots como Gundam y The Super Dimension Fortress Macross se convirtieron en clásicos instantáneos en la década de 1980, y el género siguió siendo uno de los más populares en las décadas siguientes. La burbuja económica de la década de 1980 estimuló una nueva era de películas de anime experimentales y de alto presupuesto, que incluyen Nausicaä del Valle del Viento (1984), Royal Space Force: The Wings of Honnêamise (1987) y Akira (1988).
Neon Genesis Evangelion (1995), una serie de televisión producida por Gainax y dirigida por Hideaki Anno, inició otra era de títulos de anime experimental, como Ghost in the Shell (1995) y Cowboy Bebop (1998). En la década de 1990, el anime también comenzó a atraer un mayor interés en los países occidentales, los principales éxitos internacionales incluyen Sailor Moon y Dragon Ball Z, ambos doblados a más de una docena de idiomas en todo el mundo. En 2003, El viaje de Chihiro, un largometraje de Studio Ghibli dirigido por Hayao Miyazaki, ganó el Premio de la Academia a la Mejor Película Animada en la 75.ª edición de los Premios de la Academia. Más tarde se convirtió en la película de anime más taquillera, ganando más de 355 millones de dólares. Desde la década del 2000, un mayor número de obras de anime han sido adaptaciones de novelas ligeras y novelas visuales; ejemplos exitosos incluyen The Melancholy of Haruhi Suzumiya y Fate/stay night (ambos de 2006). Kimetsu no Yaiba: Mugen Ressha-hen se convirtió en la película japonesa más taquillera y una de las películas más taquilleras del mundo en 2020. También se convirtió en la película más taquillera del cine japonés, ya que en 10 días recaudó 10.000 millones de yenes (95,3 millones de dólares; 72 millones de libras esterlinas). Superó el récord anterior de El viaje de Chihiro, que tardó 25 días.

## Atributos
El Anime se caracteriza fundamentalmente por el uso de la animación limitada, la expresión en plano, la suspensión del tiempo, su amplitud temática, la presencia de figuras históricas, su compleja línea narrativa y sobre todo, un peculiar estilo (neotenico) de dibujo, con personajes caracterizados por ojos grandes y ovalados, de línea muy definida, colores llamativos y movimiento reducido de los labios.

### Trama
Dentro de las características notables en el género, se destaca el desarrollo de tramas complejas durante un cierto número de episodios, los personajes son presentados de forma profunda y con personalidades definidas. Gran parte del anime está estructurado en series de televisión con números de episodios definidos en los cuales se trata una trama específica que puede implicar el trabajo de conceptos complejos.
En la década de 1970, el ánime empieza a tomar un rumbo diferente dentro del mundo de la animación. Mientras que las producciones occidentales se caracterizaban por estar dirigidas hacia un público infantil, el ánime trataba temas más complejos como el existencialismo y a veces utilizaba un lenguaje más maduro, algunas escenas de violencia y escenas sexuales. Varias veces los objetivos demográficos a menudo afectan a los contextos ideológicos de la obra: por ejemplo en el shōnen, en las series de acción, se toman momentos que pasan en la adolescencia como la amistad, el compañerismo, las peleas, las aventuras, el sacrificio por el amor. En el seinen que también es para un público adulto los temas son más maduros y exploran facetas de la sociedad más intrincadas como la política, la religión y el sexo. También son muy populares los títulos en donde la tecnociencia es el tema central. Los animes de temática científica y tecnológica han ganado popularidad entre el público de Japón e incluso en los países vecinos. El anime, como medio internacionalizado suele presentar diálogos filosóficos, en el anime suelen ser representados una amplia gama de temas como la bioética, la crisis ecológica, el posthumanismo y la pérdida de identidad en un mundo altamente transformador, hasta cuestiones de tradicionalidad y espiritualidad. (que, a excepción del kodomo, también pueden ser parte de otros géneros demográficos, solo que se ven con más profundidad en este). También se tiene que tomar en cuenta, que cuando una serie de manga o novela ligera tiene mucho éxito, es común adaptarlo al anime, por lo que toma elementos de este.

#### Romanticismo
Toma elementos de la fantasía y lo sobrenatural. También se toma en cuenta las relaciones que tienen los personajes, como amigos o familiares. La mayor parte de las series de ánime pueden tener algo emocional y connotaciones ideológicas. Las imágenes pueden crear un fondo adecuado para la transferencia de sus pensamientos emocionales.
En las series destinadas a un público femenino se le toma más importancia a los sentimientos de los personajes, aunque no es ajeno también a las series destinadas a un público masculino, en donde comúnmente los personajes están desesperados por una persona en especial (algo que puede ser tanto como drama y comedia romántica), el mejor ejemplo en cuánto a la expresión de sentimientos es la serie Candy Candy. Y también el sacrificio de amor que hace una persona por su pareja, un concepto que se maneja en las series de acción, cuando un personaje femenino trata de ser rescatada de los oponentes, ocurre el duelo entre el personaje principal y su enemigo. También hay varios géneros románticos, en donde se pueden dar de diferente forma como lo toma la serie Onegai Teacher, que trata de un amor entre una profesora y uno de sus alumnos.

#### Realismo
Aunque es más predominante la fantasía sobre los sucesos reales, algunas series han tenido influencia del movimiento del realismo, incluso se han adaptado obras literarias al anime. Las historias contadas a través de este medio pueden ser producidas mediante la combinación de variados géneros cinematográficos, como tales hay una gran cantidad de temas, pueden describir acontecimientos históricos, como los citados después. Algo que sí se tiene que tomar en cuenta es que en el ánime se reflejan la cultura y las tradiciones japonesas. Las ideas populares de los personajes son: la persistencia, la falta de voluntad de entrega de personas muy poderosas o circunstancias a las que enfrentarse en la vida. También hay series con drama histórico, que narran diferentes sucesos de Japón, como Rurouni Kenshin (también conocida como Samurai X), o también de Europa como la película Steamboy, en donde parte de los personajes son ficticios, pero otros pueden ser parte de la historia. Algo que también se toma en cuenta es la política, que inclusive los primeros largometrajes de ánime eran publicidad de la guerra, en donde también el género mecha, con ejemplos como Super Dimensional Fortress Macross o Mobile Suit Gundam, han sido parte de un dominio de diferentes lugares e ideologías dentro de las series, también se ven los abusos que se cometen en la autoridad (que se hace presente en los personajes contrarios). Otro elemento muy distinguido es el existencialismo, en donde los personajes tratan de analizar su historia, y los diferentes sucesos por los que han pasado, puede verse de manera muy profunda en Ghost in the Shell. También puede tratar de desastres, por ejemplo Tokyo Magnitude 8.0. También en animes más maduros como Nana se puede apreciar a veces el realismo y no ser tan fantasioso.

#### Humanidad, naturaleza y tecnología

Logo de Dragon Ball Z.

Lo que se ha dicho acerca de la tradición sintoísta también es útil para ilustrar la forma en que el complejo debate sobre la relación entre la naturaleza y la tecnología ha sido desde hace mucho tiempo importante en la sociedad japonesa (aunque también en el mundo entero), y esto se refleja en el anime. Por ejemplo, la película Taro Melocotón, el guerrero divino de los mares, muestra una relación entre el medio ambiente, al ser representado por animales en una isla, y la tecnología, al ser parte de propaganda de la Segunda Guerra Mundial, en donde también el gran desarrollo de la tecnología ha sido parte de la posguerra. También dentro de los géneros de la ciencia ficción están el mecha (robots gigantes), en donde se puede explicar como la tecnología en vez de ser un desarrollo positivo, comienza a ser una gran fuente de devastación, paradójicamente el daño ocasionado es recuperado por la misma tecnología. Otro concepto es el Cyberpunk, en donde la película Akira se le considera una pionera. También en la serie Ghost in the shell, el concepto de humanidad es mezclado con tecnología, y la humanidad se le toma menos importancia, generalmente van acompañadas con temas de existencialismo. En otro sentido, el hombre-tecnología, en particular, es también la cara a través de la cual en el ánime toma una transposición de la modernidad y, en última instancia, lo que dio lugar a una inseparable combinación entre lo viejo y lo nuevo.

### Referencias culturales

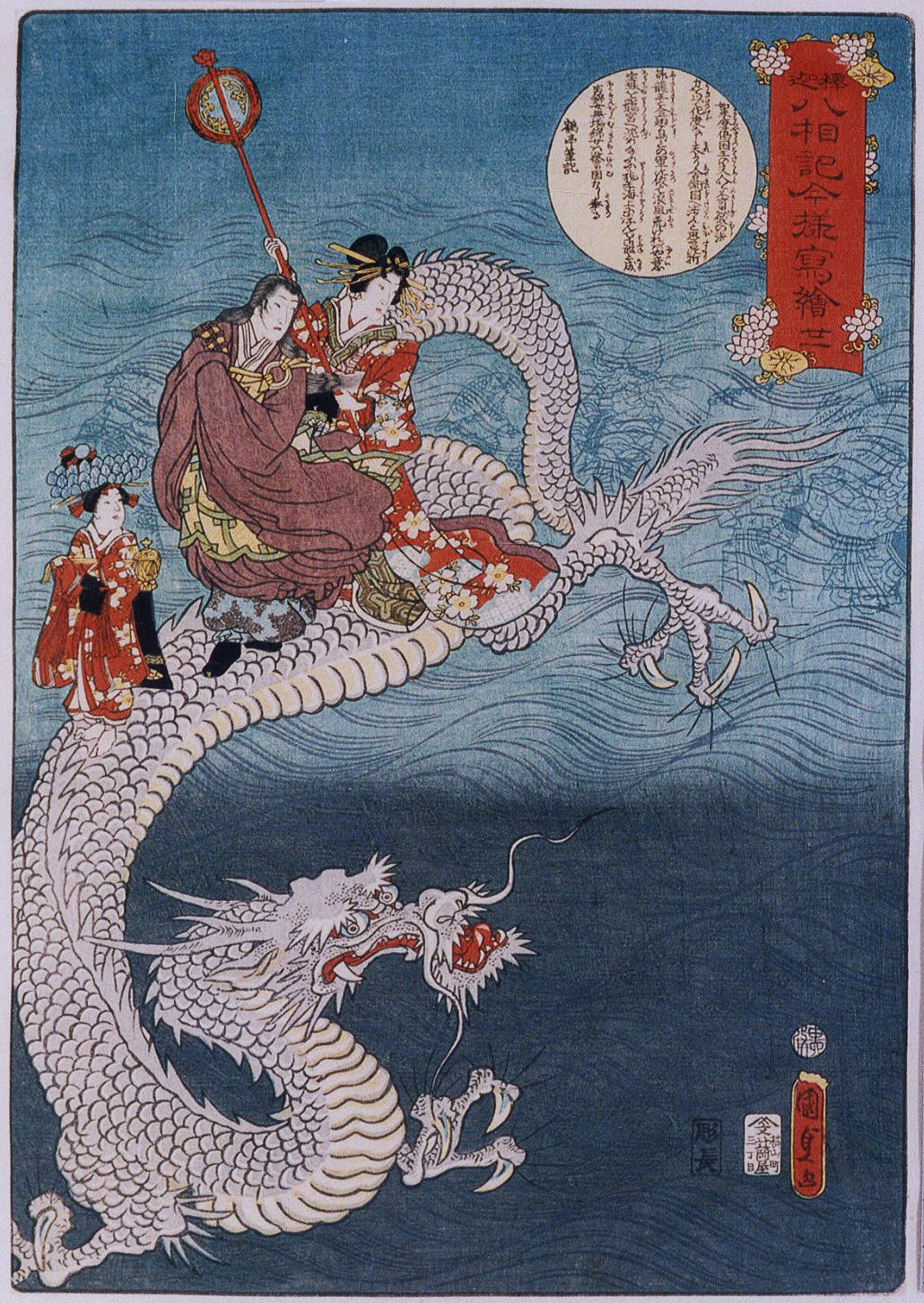
Kunisada II: El Dragón en 1860, La impresión representa a Buda montado en la parte de atrás de un gigantesco dragón de mar.

#### Animación limitada

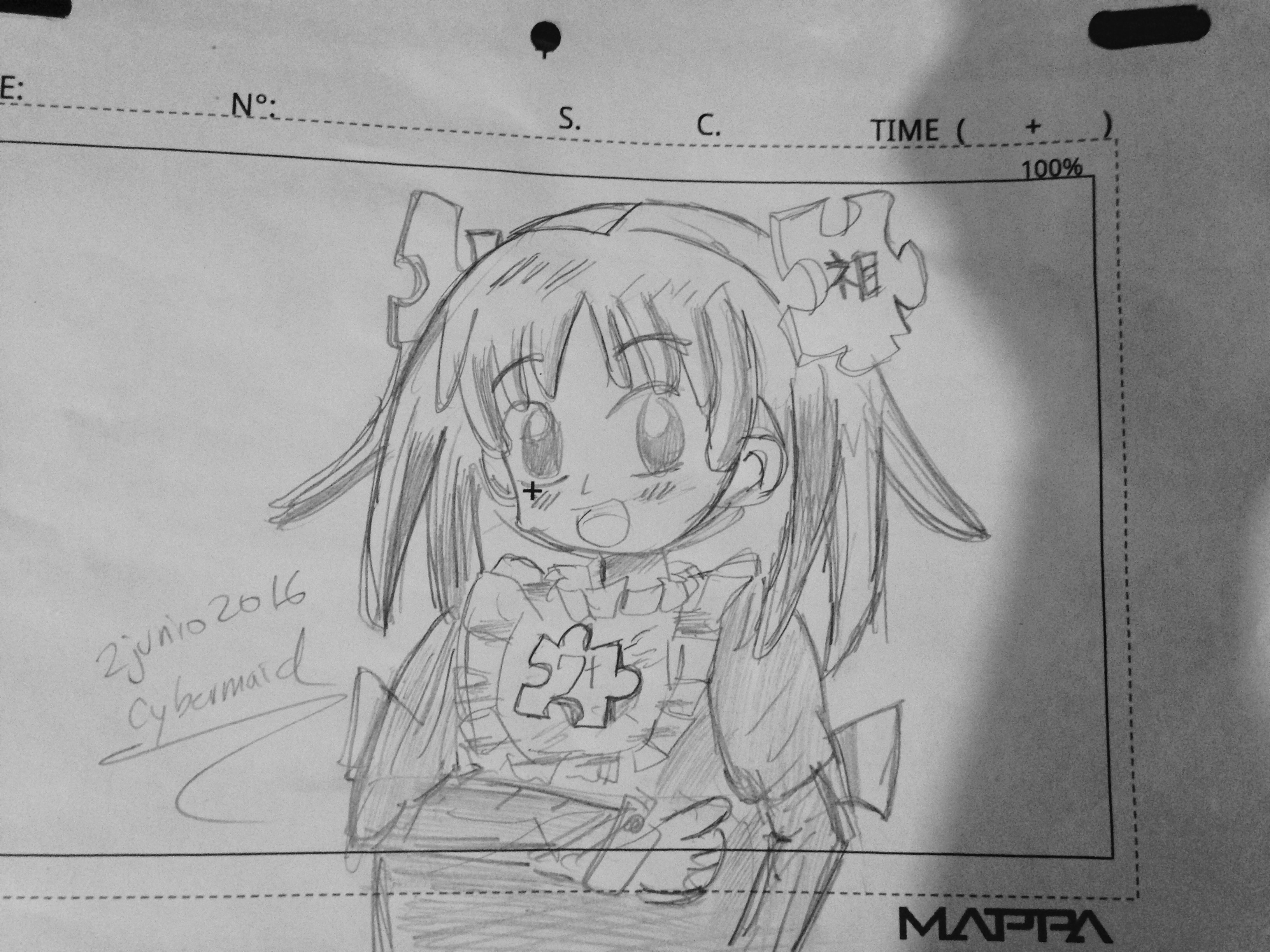
Los cel representan un fotograma en la animación.

#### Guion y storyboard

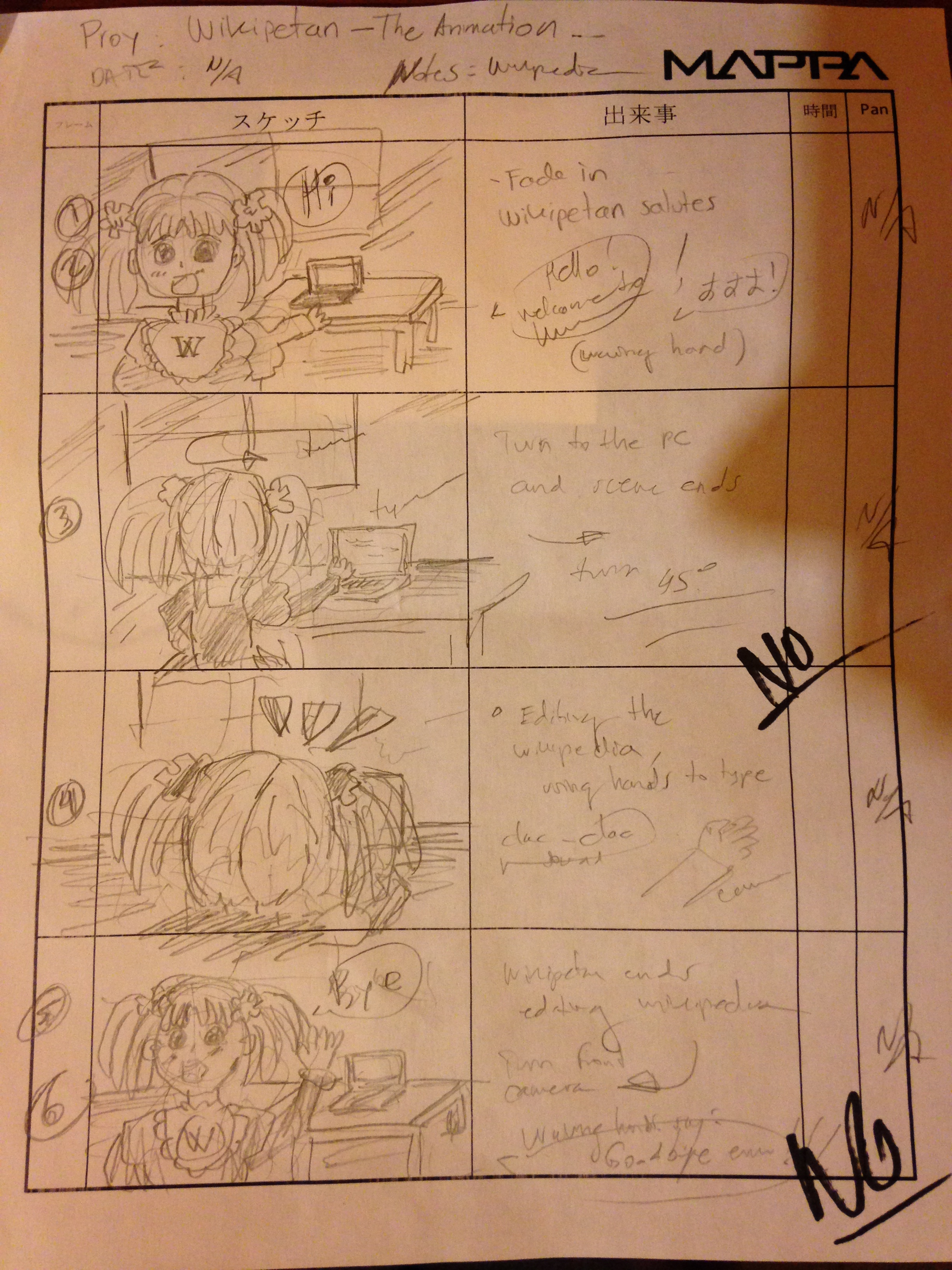
Página de storyboard con escenas e indicaciones.

#### Diseño de personajes

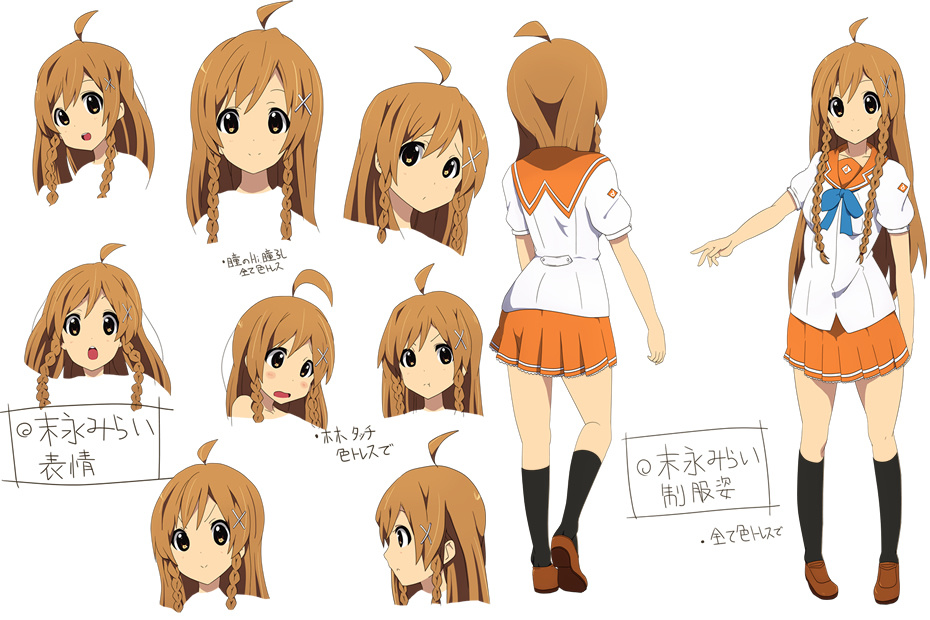
Diseño de personaje para anime.

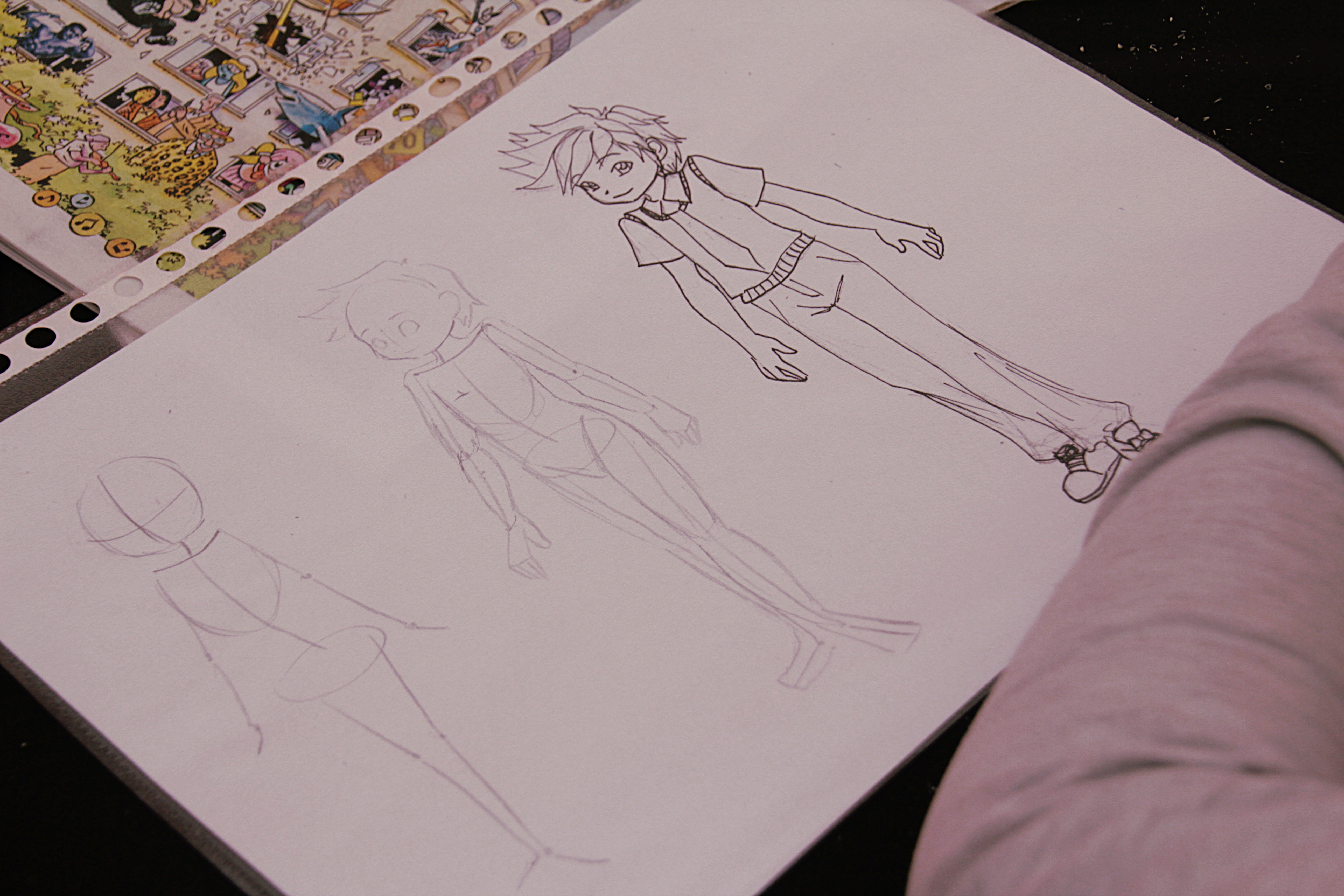
Diseño del cuerpo para proporciones masculinas.

### Producción

La estructura de la industria moderna del anime.